# Ctenochauliodes punctulatus
Ctenochauliodes punctulatus är en insektsart som beskrevs av C.-k. Yang och Ding Yang 1990. Ctenochauliodes punctulatus ingår i släktet Ctenochauliodes och familjen Corydalidae. Inga underarter finns listade i Catalogue of Life.